# Józef Mikos
Józef Mikos (ur. 23 marca 1929, zm. 13 maja 2013) – polski prawnik i polityk, wiceminister sprawiedliwości, sędzia Sądu Najwyższego, w latach 1985–1991 członek Trybunału Stanu.

## Życiorys
W latach 50. wstąpił do PZPR. Ukończył studia prawnicze na Uniwersytecie Marii Curie-Skłodowskiej, przez pewien czas był wykładowcą uczelni. Współautor publikacji naukowych. Pełnił funkcję wiceprezesa Sądu Wojewódzkiego w Lublinie, a od 1960 pozostawał prezesem Sądu Wojewódzkiego w Warszawie. W 1972 został sędzią Izby Karnej Sądu Najwyższego (po 1989 pozytywnie zweryfikowany). Objął funkcję I sekretarza POP PZPR przy Sądzie Najwyższym. Został członkiem Zarządu Głównego Zrzeszenia Prawników Polskich, a także dyrektorem Departamentu Spraw Karnych w Ministerstwie Sprawiedliwości (od 1974). W latach 80. wiceminister sprawiedliwości, w 1982 powrócił do orzekania w SN (został m.in. przewodniczącym wydziału). Od 1985 do 1991 był członkiem Trybunału Stanu II i III kadencji, należał też do Krajowej Rady Sądownictwa I kadencji (1990–1994). Zasiadł w Komisji do spraw Reformy Prawa Karnego przy Prezesie Rady Ministrów.
17 maja 2013 pochowany na Cmentarzu Komunalnym Południowym pod Warszawą.

## Odznaczenia
Odznaczony m.in. Krzyżem Komandorskim z Gwiazdą Orderu Odrodzenia Polski (1999).